# Hochwassereinsatz
Als Hochwassereinsatz bezeichnet man ein Einsatzszenario von Hilfsorganisationen, während eines Hochwassers. Sie finden in Deutschland immer im Rahmen des Katastrophenschutzes der Länder bzw. des Bundes statt.

## Einsatzgebiet Hochwasser
In Hochwassergebieten kommen üblicherweise Einheiten der Wasserrettungszüge bzw. Wasserrettungsgruppen zum Einsatz. Aber besonders wegen der länderspezifischen Gesetze gibt es keine bundesweit einheitliche Stärke- und Ausstattungsnachweise (STAN). Mit anderen Katastrophenschutzorganisationen ist daher eine geregelte Führungsstruktur festzulegen.

## Einsatzbereiche im Hochwasser
- Rettung von Menschen und Tieren aus Gefahrenlagen
- Versorgung und Betreuung von Betroffenen
- sanitätsdienstliche Versorgung
- Bergen von Sachgütern
- Evakuierung von Betroffenen
- Amtshilfe für andere Organisationen, z. B. Polizei oder Feuerwehren
- Durchführung von Tauchaufgaben
- Absicherung von Einsatzkräften, z. B. beim Errichten eines Deichs

Alle Aufgaben können aber nur mit Unterstützung von anderen Katastrophenschutzorganisationen, wie z. B. den Feuerwehren oder dem Technischen Hilfswerk, durchgeführt werden.

## Gefahren im Hochwasser
Die einzelnen Hochwassergebiete lassen sich natürlich aufgrund von örtlichen Gegebenheiten und Unterschieden nicht miteinander vergleichen. Jedoch lassen sich gemeingültige Aussagen hinsichtlich Gefahren machen:
- Überspülte Gefahrenstellen, wie z. B. Gräben, Zäune usw., lassen sich nicht sofort erkennen
- Gefahr durch Stromschläge an überfluteten elektrischen Einrichtungen
- Infektions- und Vergiftungsgefahr durch bakteriell- und chemisch verunreinigte Gewässer
- Beschädigung von Booten wegen nicht erkennbarer Hindernisse unter der Wasseroberfläche
- offene Gullydeckel haben eine starke Sogwirkung